# Sphaeradenia purpurea
Sphaeradenia purpurea är en enhjärtbladig växtart som beskrevs av Gunnar Wilhelm Harling. Sphaeradenia purpurea ingår i släktet Sphaeradenia och familjen Cyclanthaceae.
Artens utbredningsområde är Colombia. Inga underarter finns listade.